# Добрая машина правды
Добрая машина правды, «ДМП» (первоначальное название — «Добрая машина пропаганды») — проект Алексея Навального, ориентированный на распространение информации о коррупции и злоупотреблениях российской власти.
В публичных заявлениях Алексей Навальный утверждал о существовании государственной системы, которую он называл «Машиной пропаганды», предназначенной для формирования общественного мнения. В качестве альтернативы им была создана собственная информационная структура, которую он характеризовал как «добрую» версию подобной системы.
В 2013 году проект фактически прекратил существование. 

## Суть и цели проекта
В своём блоге Навальный дал следующее определение проекту:
Добрая Машина Пропаганды — это люди, её участники, взявшие на себя добровольные обязательства участвовать в распространении правдивой информации. В том объёме и в том формате, в котором им это комфортно.
Важной особенностью «доброй машины» должна была стать, по мнению Навального, её децентрализация. Целью проекта, по словам Навального, являлась эффективная борьба с властью Путина, путём создания системы, доносящей информацию до пятидесяти миллионов человек.
ДМП позиционировала себя как альтернатива и конкурент «Злой Машине Пропаганды», то есть телевидению и российским СМИ.

## Методы ДМП
Общие методы создания повестки дня, предлагаемые ДМП:
- злоупотребление сетями Wi-Fi и Bluetooth;
- репосты в социальных сетях и блогах;
- листовки в лифте, раскладка листовок в почтовые ящики соседям;
- оттиск штампа на денежных купюрах;
- граффити на грязных заборах и асфальте;

## Предыстория
Впервые идею «Доброй Машины Пропаганды» Навальный высказал на митинге оппозиции на Пушкинской площади в Москве 5 марта 2012 года. Он предложил создать структуру, с помощью которой возможна борьба с государственной пропагандой.
По словам Навального, он осознал важность массовой агитационной кампании, наблюдая за избирательной кампанией Владимира Путина. В то же время Навальный не считает себя автором идеи этого проекта, говоря о коллективном авторстве.
Навальный также указывает на преемственность проекта по отношению к предыдущим проектам: «РосАгит» и кампанией «Единая Россия — Партия Жуликов и Воров».

## Запуск проекта
Первым этапом работы проекта стал запуск 29 мая 2012 года сайта «Mashina.org», на котором осуществляется сбор информации о добровольцах, готовых участвовать в работе проекта. Добровольцам предлагалось зарегистрироваться на сайте и рассказать о себе и о способах борьбы с пропагандой. Обработав полученные данные, создатели планируют сделать выводы и выстроить структуру для более эффективной деятельности людей, выразивших готовность участвовать в проекте.
Через несколько часов после запуска сайт работал со значительными перебоями, а затем был отключён. По мнению Навального, на сайт была совершена DDoS-атака. Согласно сообщению Навального в Живом Журнале, на момент отключения регистрацию прошли 2 975 человек. Согласно сообщению в блоге Владислава Наганова, по состоянию на 13:52 МСК 31 мая 2012 года в Машине было авторизовано 8 868 пользователей. По мнению Наганова, DDoS атака лишь подогрела интерес общественности к проекту.

## Акции
- В июне 2012 года началась акция «Агитация на деньгах», в рамках которой на рублевые купюры наносились оттиски с негативными оценками партии «Единая Россия»[18]. Со слов Максима Кононенко, такие купюры, хотя и не теряют платежеспособности, должны признаваться ветхими и изыматься из оборота[19].
- 21-25 июня 2012 года проводился проект «Краснодар», в рамках которого информация о коррупции в Краснодарском крае распространялась среди жителей края с помощью личных сообщений в сети ВКонтакте[20]. По оценкам Навального, около 9 тысяч человек отправили суммарно около 100 тысяч личных сообщений[21]. Эффективность проекта как политического инструмента ставилась под сомнение[22].
- 29 июня 2012 года прошла акция политпросвета «Агитируй Гагарин» в городе Гагарин (Смоленская область). В рамках акции собрались 40 человек, приехавшие в Гагарин, чтобы пообщаться о злоупотреблениях власти, раздать листовки и доклады «Путин. Коррупция» и «Путин. Итоги»[23].
- 1 июля 2012 года сторонники ДМП начали распространять листовки от имени партии «Единая Россия», в которых сообщалось о связи повышения тарифов ЖКХ с низким уровнем поддержки партии и Путина В. В. в регионе. До конца 2012 года Навальный планировал развесить до миллиона таких листовок[24] Партия «Единая Россия» заявила, что данные подделки являются нарушением законодательства[25][26].
- 16 июля 2012 года в качестве реакции на принятый Государственной думой закон «О клевете» сторонники ДМП распространяли листовки от имени «Единой России», где рассказывалось о том, что лозунг «Единая Россия — партия жуликов и воров» является клеветническим. Целью листовки было распространение такого мнения среди населения[27].
- 26 июля 2012 года Алексей Навальный инициировал акцию «Бастрыкин — иностранный агент» в связи с наличием у Александра Бастрыкина вида на жительство в Чехии[28][29][30].
- 6 августа 2012 года в рамках ДМП было презентовано дополнение для браузера Google Chrome, которое автоматически заменяет словосочетания, такие как: «Единая Россия» на «Партия Жуликов и Воров», «Владимир Путин» на «Владимир Обещалкин», «Бастрыкин» на «иностранный агент Бастрыкин»[31].
- 29 сентября и 6 октября 2012 г. активистами ДМП были проведены акции «Агитируй Химки!» в поддержку кандидата на должность мэра города Евгении Чириковой. В акциях принимали участие, в частности, Алексей Навальный, Илья Яшин, Михаил Шац, Татьяна Догилева и Ксения Собчак. В ходе этих акций до 200 активистов расклеивали по городу листовки и общались с жителями[32][33]. 3-7 октября 2012 проводился проект ДМП под названием «Химки», аналогичный ранее осуществлённому проекту «Краснодар». В его рамках жителям Химок было отправлено более 16 тысяч личных сообщений через социальную сеть ВКонтакте[34].
- 12 ноября 2012 была запущена акция «Саша-Мерседес» (совместно «РосПилом» и ДМП) с целью распространения листовок якобы от имени губернатора, осуждающих и высмеивающих планировавшуюся закупку «Мерседесов» правительством Астраханской области на общую сумму в 11,7 млн рублей. Уже на следующий день после этого губернатор отменил закупку[35].

Также ДМП создало несколько видеороликов, в частности: «Нефтегазовая зависимость России», «NATO Air Base Ulyanovsk» (посвящён перевалочной базе НАТО в Ульяновске).

## Критика
В 2012 году через ДМП распространялась листовка, обращенная от лица партии «Единая Россия», в которой утверждалось, что тарифы на ЖКХ напрямую зависят от поддержки в регионе этой партии. Городской суд Вологды в октябре не нашёл признаков экстремизма в листовке. Однако областной Вологодский суд признал данную листовку экстремистской, согласно обвинительному заключению авторы листовки пытались эксплуатировать межнациональную рознь, указывая, что в Дагестане и Ингушетии самые низкие тарифы ЖКХ. При этом оппозиционное вологодское общественное движение «Вместе: Свобода. Собственность. Ответственность» отметило, что в листовке отражены статистические данные, доступные в открытых источниках, а сами жители упомянутых регионов «не представляют собой единую общность с точки зрения возможного субъекта экстремистской деятельности».